# Ассирійці
Ассирійці (сир. ܐܵܫܘܿܪ̈ܵܝܹܐ, трансліт. āšōrāyē — айсори; самоназва — атурая, сурая, халдеї) — один із найдавніших народів світу, що веде свій початок від Месопотамії (Дворіччя). Їхня багата історія сягає тисячоліть, а їхня культура мала значний вплив на розвиток цивілізацій Близького Сходу та Середземномор'я.
Сьогодні ассирійці проживають в Іраку, Туреччині, Ірані, Сирії та інших країнах світу, включаючи Україну. За оцінками ассирійських джерел, їхня загальна чисельність сягає 3 мільйонів осіб. Однак офіційна статистика деяких країн часто занижує цю цифру або взагалі не визнає ассирійців як окрему етнічну групу. З міркувань безпеки або інших причин багато ассирійців також змушені приховувати свою національну приналежність.
Сучасні ассирійці можуть культурно самоідентифікувати себе як сирійців (не плутати з сирійцями арабського походження), халдеїв (ассирійці уніати) або арамейців для релігійної, географічної та племінної ідентифікації. Ассирійці розмовляють арамейською мовою (Сурет, Туройо), яка є однією з найдавніших розмовних і письмових мов у світі, яка має аккадський вплив[джерело не вказане 454 дні]. Арамейська була lingua franca Близького Сходу та Анатоліі, також мовою, якою говорив Ісус.
Ассирійці виключно християни, більшість з них дотримуються східно та західно-сирійських літургійних обрядів християнства. Обидва обряди використовують класичну сирійську мову як літургійну мову. Ассирійці були одними з перших навернених до християнства разом з євреями, арамейцями, вірменами, греками та набатеями. Корінні землі предків, які утворюють ассирійську прабатьківщину, — це стародавня Месопотамія, регіон, який нині розділений між сучасним Іраком, південно-східною Туреччиною, північно-західним Іраном та північно-східною Сирією[джерело не вказане 454 дні].
Більшість сучасних ассирійців мігрували в інші регіони світу, включаючи Північну Америку, Левант, Австралію, Європу, Росію та Кавказ. Еміграція була викликана подіями геноциду протягом 19-го і 20-го століть, а також релігійними переслідуваннями з боку ісламських екстремістів. Поява Ісламської держави та окупація значної частини ассирійської батьківщини призвела до ще однієї великої хвилі переміщення ассирійців через такі події, як вторгнення Сполучених Штатів та їх союзників до Іраку в 2003 році та громадянська війна в Сирії, яка почалась у 2011 році[джерело не вказане 454 дні].
З мільйона або більше іракців, які втекли з Іраку після окупації, майже 40 % були корінними ассирійцями. Ісламську державу було вигнано з ассирійських сіл у долині річки Хабур і районів навколо міста Аль-Хасака в Сирії до 2015 року, а з рівнин Ніневії в Іраку до 2017 року. У 2014 році були сформовані підрозділи захисту рівнини Ніневії і багато ассирійців приєдналися до війська, щоб захистити себе. Пізніше організація стала частиною збройних сил Іраку та відіграла ключову роль у звільненні територій, які раніше були під контролем Ісламської держави під час війни в Іраку. На півночі Сирії ассирійські групи беруть участь як у політичному, так і у військовому плані в багатоетнічних Сирійських демократичних силах, де домінують курди (див. Вартові Хабур і Сооторо) та Автономній адміністрації Північної та Східної Сирії[джерело не вказане 454 дні].

## Історія

### Дохристиянська історія
Ассирійці походять від субарійців, шумерів, аккадців, амореїв та з субстратом арамеїв.
Ассирія — батьківщина ассирійського народу, розташована на стародавньому Близькому Сході. Найдавніші неолітичні стоянки в Ассирії належали до культури Ярмо бл. 7100 до н. е. і Телль Хассуна, центр культури Хассуна, бл. 6000 рік до нашої ери.
Історія Ассирії починається з утворення міста Ашшур, можливо, ще в 25 столітті до нашої ери. У період ранньої бронзової доби Саргон Аккадський об'єднав усі місцеві семітськомовні народи, включаючи ассирійців і шумерів Месопотамії, під Аккадською імперією (2335—2154 рр. до н. е.). Міста Ассур і Ніневія (сучасний Мосул), які були найдавнішим і найбільшим містом стародавньої Ассирійської імперії, разом з кількома іншими містами і містечками існували ще в 25 столітті до нашої ери. Здається, у той час вони були адміністративними центрами під владою шумерів, а не незалежними державами. Згодом шумери були поглинені аккадським (ассиро-вавилонським) населенням. Ассирійська ідентичність, відмінна від інших сусідніх груп, ймовірно, сформувалася під час Староассирійського періоду, у 21-му або 20-му столітті до нашої ери.
Відомо те, що Ашшур-убалліт I повалив Мітанні бл. 1365 р. до н. е., і ассирійці скористалися цим розвитком, взявши під контроль східну частину території Мітанні, а пізніше приєднавши хетські, вавилонські, аморейські та хурритські території. Підйом і правління Середньоассирійської імперії Середньоассирійської імперії (14-10 століття до н. е.) поширили ассирійську культуру, людей і ідентичність по всій північній Месопотамії. Ассирійський народ після падіння Новоассирійської імперії в 609 році до нашої ери перебував під контролем Нововавилонської імперії, а пізніше Перської імперії, яка поглинула всю Нововавилонську або «Халдейську» імперію в 539 році до нашої ери.
Ассирійці стали солдатами на передовій лінії Перської імперії під керівництвом Ксеркса I, зігравши значну роль у Марафонській битві під проводом Дарія I у 490 р. до н. е.. Однак Геродот, чиї «Історії» є основним джерелом інформації про цю битву, не згадує ассирійців у зв'язку з нею. Незважаючи на наплив чужорідних елементів, присутність ассирійців підтверджується поклонінням богу Ашуру. Згадки про назву збереглися до 3-го століття нашої ери. Греки, парфяни та римляни мали відносно низький рівень інтеграції з місцевим населенням у Месопотамії, що дозволило їхнім культурам вижити. Напівнезалежні царства ассирійської культури (Хатра, Адіабена, Осроена) і, можливо, напівавтономні ассирійські васальні держави (Ассур) виникли на сході під владою парфян, існували до завоювання регіону Сасанідською імперією в 3 столітті нашої ери.
Сучасна ассирійська мова походить від стародавньої арамейської, частини північно-західних семітських мов. Приблизно в 700 році до нашої ери арамейська мова повільно замінила аккадську в Ассирії, Вавилонії та Леванті. Широко поширена двомовність серед ассирійців існувала ще до падіння імперії. Арамейська мова, якою розмовляють сучасні ассирійці, відрізняється від арамейської мови арамейців. Стародавні ассирійці створили імперську арамейську мову, яка використовувалася для об'єднання різних народів, що жили під їхнім контролем. Сучасна мова (Сурет, Туройо), наступниця стародавньої арамейської та сирійської мови, створеної стародавніми ассирійцями, все ще є розмовною серед сучасних ассирійців, на відміну від західної арамейської, якою розмовляють сучасні арамейці (до десяти сіл в Сирії). Аккадська мова вплинула на арамейську, якою розмовляють сучасні ассирійці. Тексти Кюльтепе, які були написані давньоассирійською мовою, зберегли деякі запозичення з хетської мови. Ці запозичені слова є найдавнішим свідченням будь-якої індоєвропейської мови, датованою 20-м століттям до нашої ери. Більшість археологічних доказів є типовими для Анатолії, а не для Ассирії, але використання як клинопису, так і діалекту є найкращим свідченням присутності Ассирії. Понад 20 000 клинописних табличок було знайдено на цьому місці.
З 1700 року до нашої ери і далі шумерська мова зберігалася стародавніми вавилонянами та ассирійцями лише як літургійна та класична мова для релігійних, мистецьких і наукових цілей. Аккадська мова з її основними діалектами ассирійською та вавилонською мовами, колись lingua franca Стародавнього Близького Сходу, почала занепадати під час Новоассирійської імперії приблизно у 8 столітті до нашої ери, будучи маргіналізованою староарамейською під час правління Тіглатпаласара III.

## Галерея

Національний одяг
Геноцид ассирійців в Османській імперії
Ассирійська церква, Мосул, Ірак
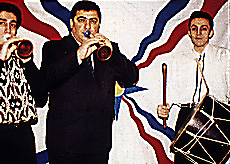
Музики
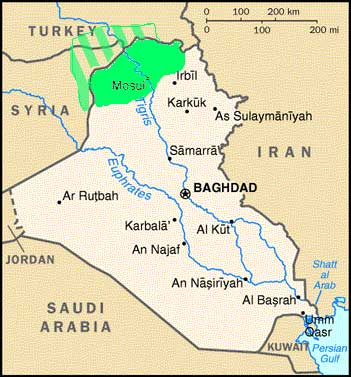
Мапа розселення на історичній Батьківщині
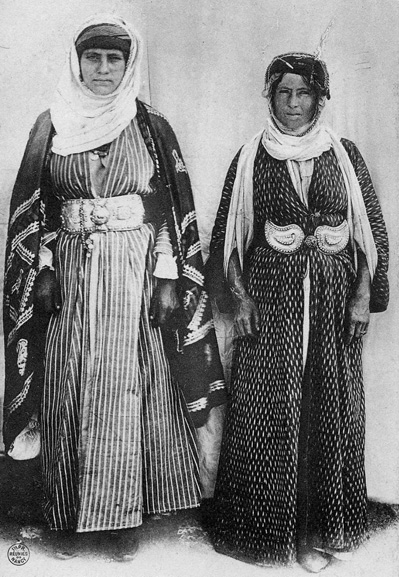
Ассирійські жінки